# Morro do Mendanha
O Morro do Mendanha é um morro localizado no município brasileiro de Goiânia, em Goiás. Com altitude máxima de 841 metros, é o ponto mais elevado da capital goiana. Área de proteção ambiental do estado, o morro localiza-se no Jardim Petrópolis, região oeste da cidade, próximo à rodovia GO-060, entre Goiânia e Trindade.
Há, na região, inúmeras igrejas e casas domiciliares, sendo que as práticas religiosas das comunidades evangélicas ali residentes foram consideradas Patrimônio Histórico e Cultural de Goiânia. Em 2019, porém, o Ministério Público do Estado de Goiás encontrou irregularidades, como a ação humana e ocupações irregulares — presença de igrejas e edifícios próximas ao topo do morro —, comprometendo as encostas e o solo, além de ser alvo de constante degradação e poluição ambiental.